# Gare de triage de Villeneuve-Saint-Georges
Ne doit pas être confondu avec Gare de Villeneuve-Triage ou Gare de Villeneuve-Saint-Georges.
Le triage de Villeneuve-Saint-Georges est une gare de triage ferroviaire française. Il s'étend sur 170 ha, répartis sur les territoires des communes de Villeneuve-Saint-Georges, Créteil, Valenton et Choisy-le-Roi, dans le département du Val-de-Marne, en région Île-de-France.
Il constitue le centre d'un important nœud ferroviaire. À la suite de la fermeture de l'activité de triage, ses installations sont en partie en friche. Désormais, le site est principalement utilisé par des technicentres, s'occupant de la maintenance de matériels roulants de la SNCF.

## Situation ferroviaire
Le triage est implanté (sur plus de 4 km de long pour 600 m de large), entre les voies de la ligne de Paris-Lyon à Marseille-Saint-Charles, depuis le carrefour Pompadour à Créteil (94), au nord, jusqu'à la gare de Villeneuve-Saint-Georges, au sud.
Trois voies (V2M, V1bis et V2bis) contournent le triage par l'ouest où s'échelonnent la gare de Créteil-Pompadour, l'ancienne gare de Villeneuve-Prairie et la gare de Villeneuve-Triage. Trois autres voies (V1, V2 et V1M) le contournent par l'est en longeant la route nationale 6 et rejoignent les précédentes à la gare de Villeneuve-Saint-Georges.
En outre, la ligne de la grande ceinture de Paris traverse le triage par un pont qui surplombe ses voies.

## Histoire

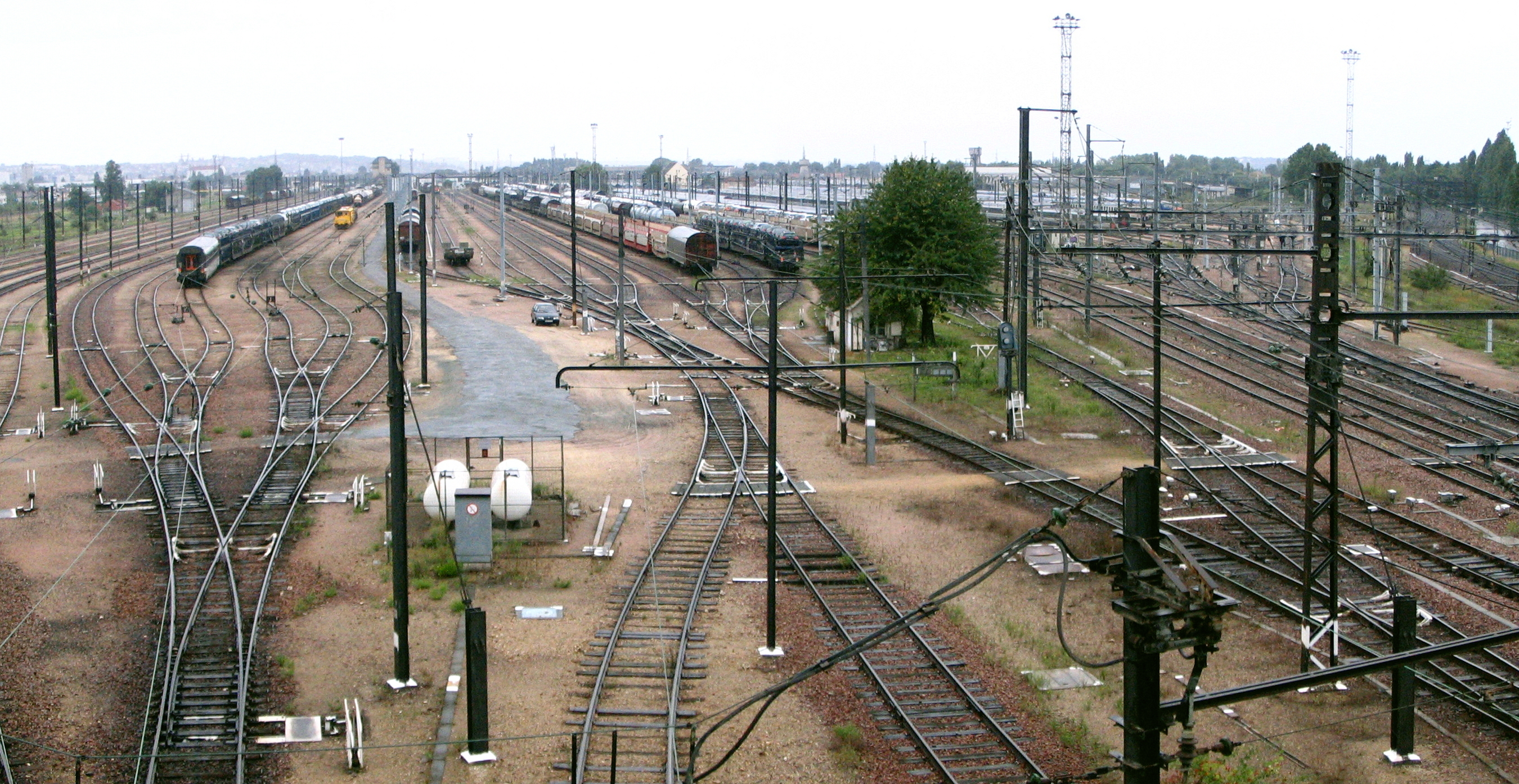
Vue d'une partie du site en 2008.

En juin 1994, le triage de Villeneuve-Saint-Georges avait expédié 32 373 wagons.
La Compagnie Nouvelle de Conteneurs (CNC Transports) avait installé son point nodal Île-de-France au triage de Villeneuve-Saint-Georges. Celui-ci est fermé le 15 juin 2005 à la suite du recentrage des activités de CNC Transports (devenue Naviland Cargo),.

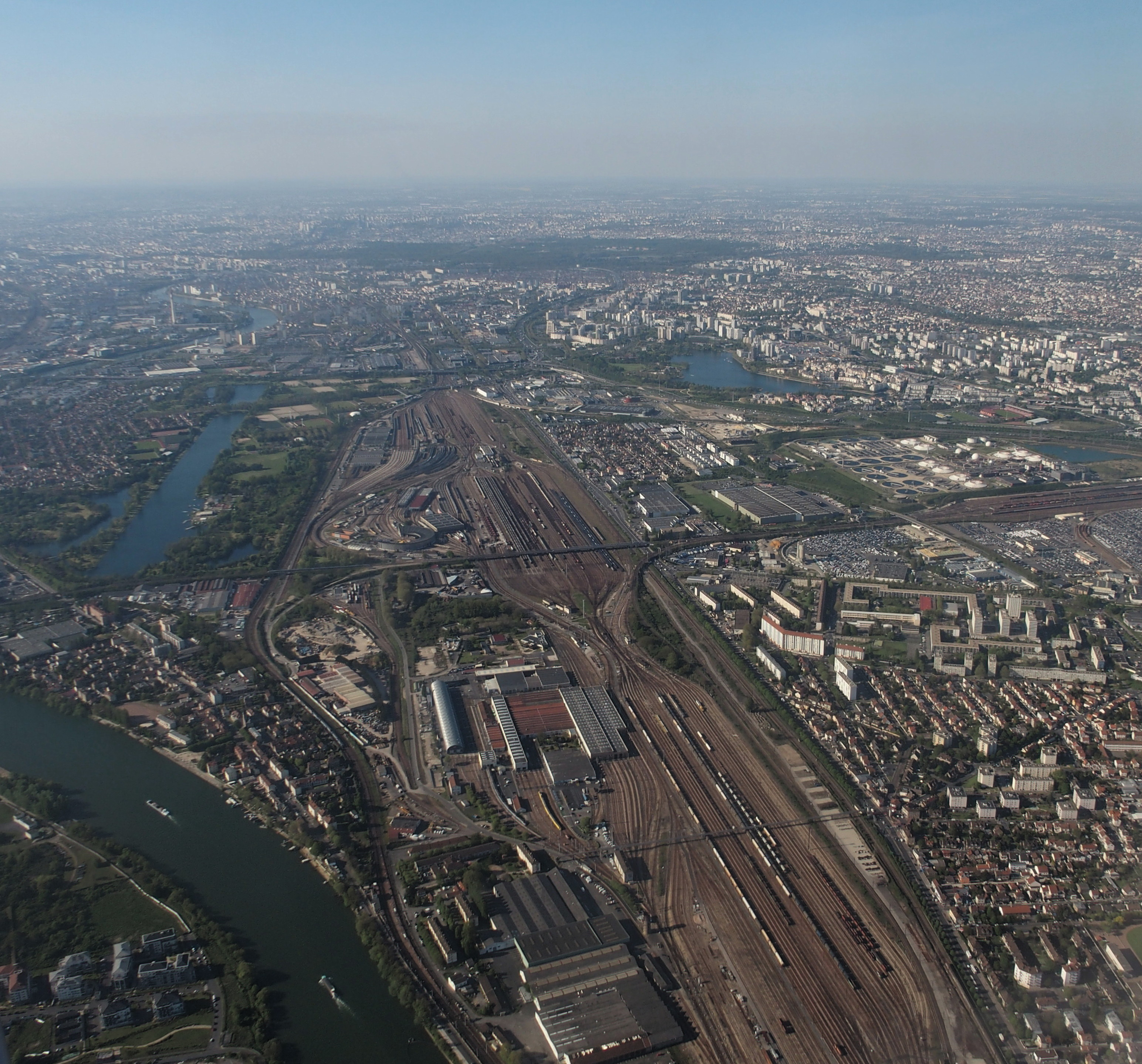
Vue aérienne (2016) de la gare de triage et de son étendue.

À son apogée, la gare employait jusqu'à 600 cheminots. La chute de l'activité Fret de la SNCF a entrainé la fermeture de l'activité de triage en 2006. Subsistent les ateliers de maintenance des TGV, des voitures Corail et des rames de la ligne D du RER et le technicentre.
Le site est également utilisé par la Régie autonome des transports parisiens (RATP) pour y garer du matériel roulant déclassé.
Début 2015, le département du Val-de-Marne propose de reconvertir l'ancien triage en plate-forme d'échanges entre le port du Havre et les zones logistiques d'Île-de-France. Le site pourrait également être intégré dans l'autoroute ferroviaire reliant Tarnos à Dourges.

## Rotonde

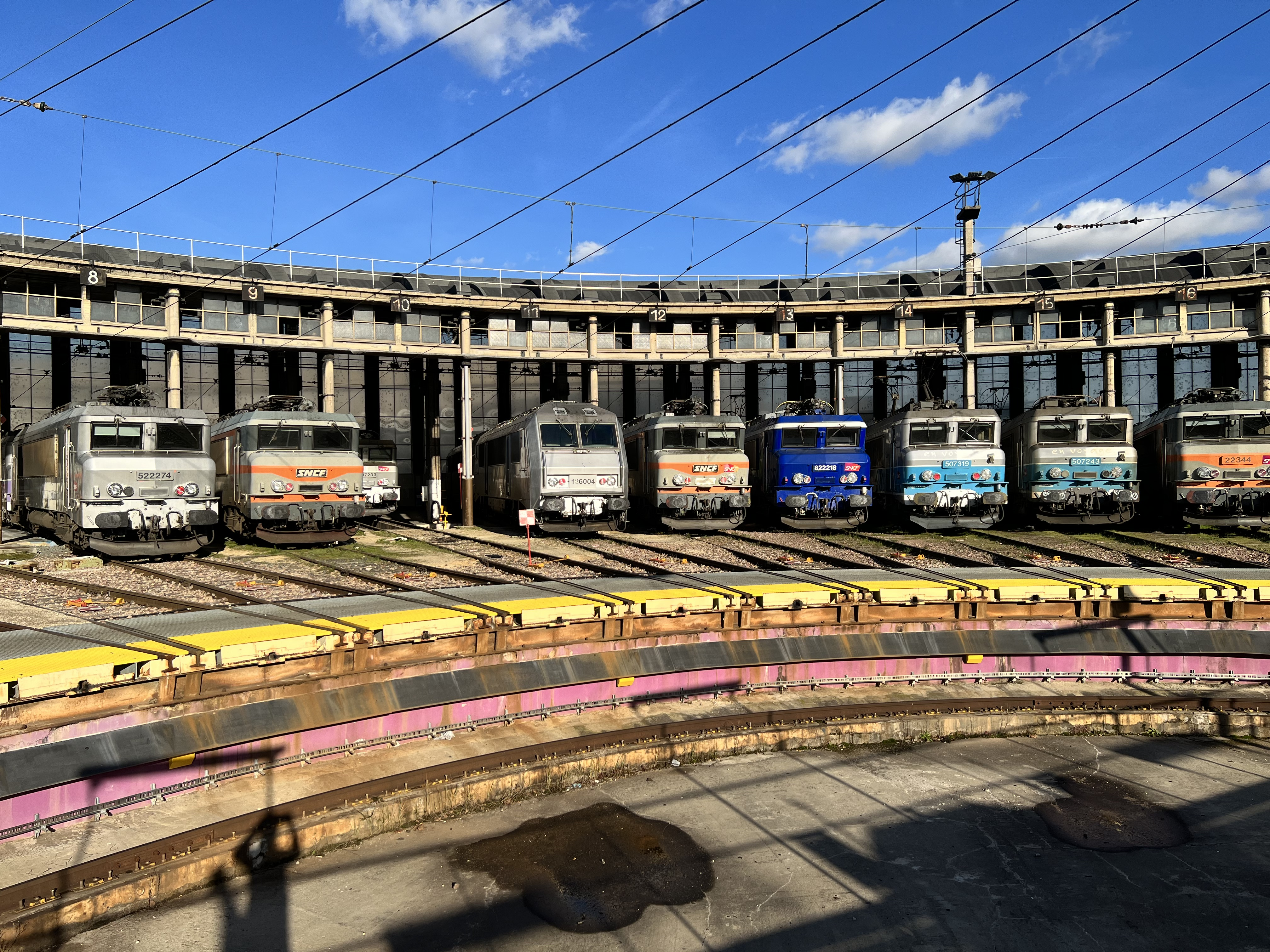
Locomotives stationnant dans la rotonde.

La rotonde de Villeneuve-Saint-Georges est un édifice semi-concentrique, reconstruite en 1944 après les dommages de la Seconde Guerre mondiale. Un pont tournant dessert ses voies, dont certaines sont électrifiées. Elle accueille des locomotives électriques (BB 22200 et BB 26000, BB 27000).

## Ateliers du RER et de Transilien

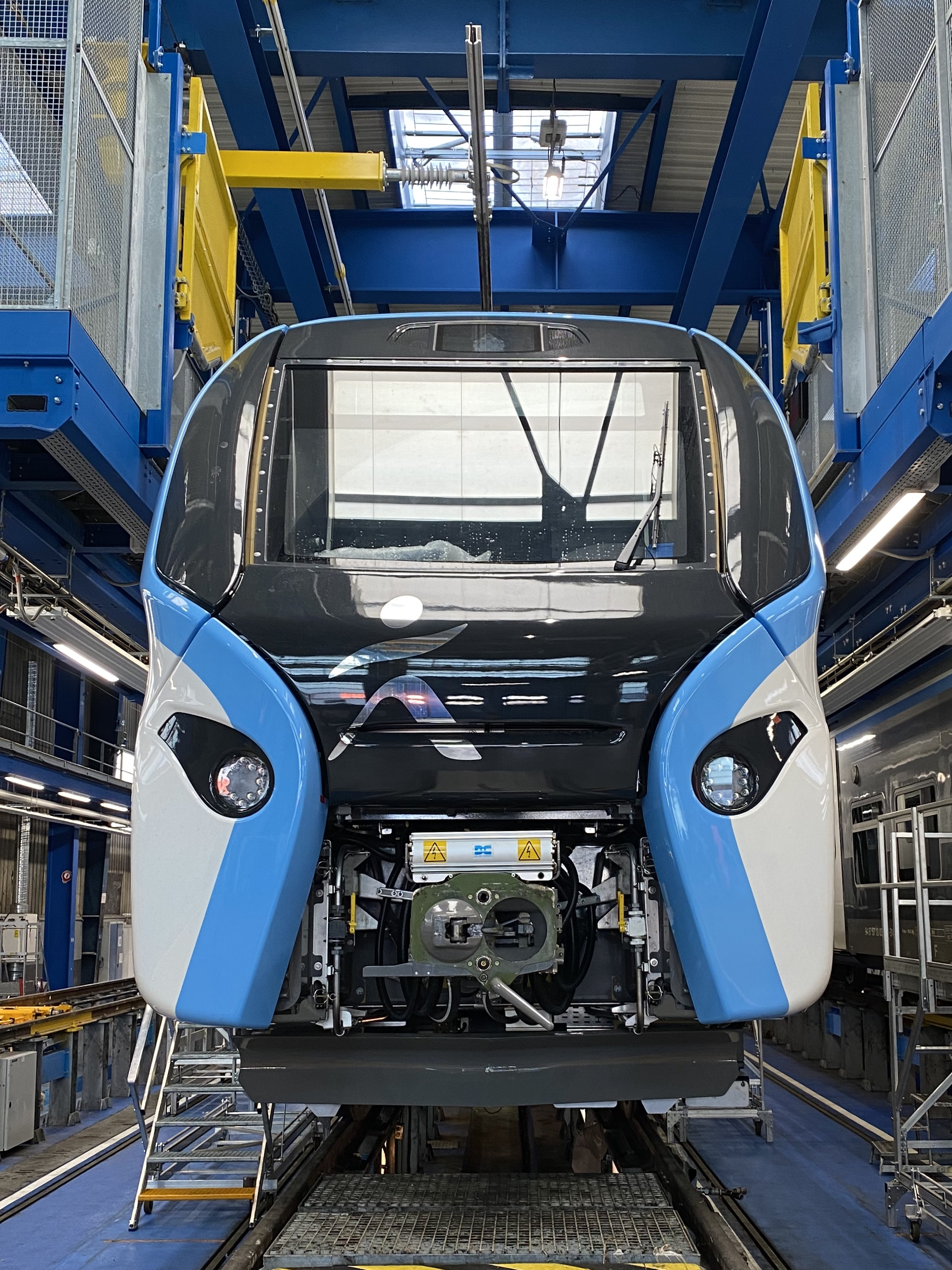
RER NG en essais dans le technicentre.

Le technicentre SNCF de Villeneuve-Saint-Georges est chargé de l'entretien du matériel roulant de ligne R du Transilien et d'une partie de la Ligne D du RER. En 2019, un programme de modernisation de 485 millions d'euros est engagé pour accueillir les nouveaux matériels Regio 2N alors en cours de livraison pour la ligne R et l'étoile de Corbeil, ainsi que les RER NG alors attendus pour 2021. Le projet, baptisé « Villeneuve Demain », comprend la construction d'un nouvel atelier de maintenance, d'installations annexes (« voies fosse passerelle », « tour en fosse », zones de nettoyage), ainsi que de postes d'aiguillage informatisés,. La première pierre du nouvel atelier est posée en juin 2024.

## Technicentre Sud-Est Européen (TSEE)
Ce technicentre était chargé du nettoyage et de la maintenance des rames TGV Sud-Est ; il s'occupe désormais d'autres séries de rames TGV, qui desservent principalement le Sud-Est de la France (depuis Paris-Gare-de-Lyon). Il est implanté au sein du triage.